# Catedral de San Lorenzo
La Catedral de San Lorenzo és una catedral catòlica d'estil neogòtic situada a la ciutat de San Lorenzo, República del Paraguai que data de començaments del segle xx, la seva construcció va trigar prop de 50 anys.
Està ubicada en el centre de la ciutat, envoltada de places, placetes i un carrer per als vianants. La catedral i les seves placetes ocupen una illa sencera que limita amb els carrers Gaspar Rodríguez de Francia, San Lorenzo, Coronel Romero i l'avinguda Defensores del Chaco. És considerat per molts un magnífic edifici religiós, ja que el seu estil és únic en Paraguai.

## Història
Una vegada establerta la Vil·la de San Lorenzo el 1775, els jesuïtes ja havien erigit una capella en honor de San Llorenç al sud-oest de l'actual ubicació, l'estructura de la qual amb el pas dels anys i davant l'expulsió dels jesuïtes va anar deteriorant-se, així a començaments de l'any 1852 es trobava ja en un estat calamitós per la qual cosa el govern de Carlos Antonio López va ordenar la demolició de la vella capella dels jesuïtes i la construcció d'una de nova, d'aquí la denominació actual d'aquesta zona com Capilla-Kue -expressió en guaraní que indica lloc on hi va haver una capella-.
Així es va traslladar i es va iniciar la construcció d'una nova capella en l'actual ubicació de la catedral a la fi de l'any 1852, un any després d'haver-se beneït la nova capella -novament consagrada a sant Llorenç-, el 24 de setembre de 1853 es va fer el primer servei religiós en ella. Al capdavant d'aquesta es trobava un ampli espai obert, dedicat a les reunions religioses. El mencionat lloc és actualment la "Plaza Cerro Corá".

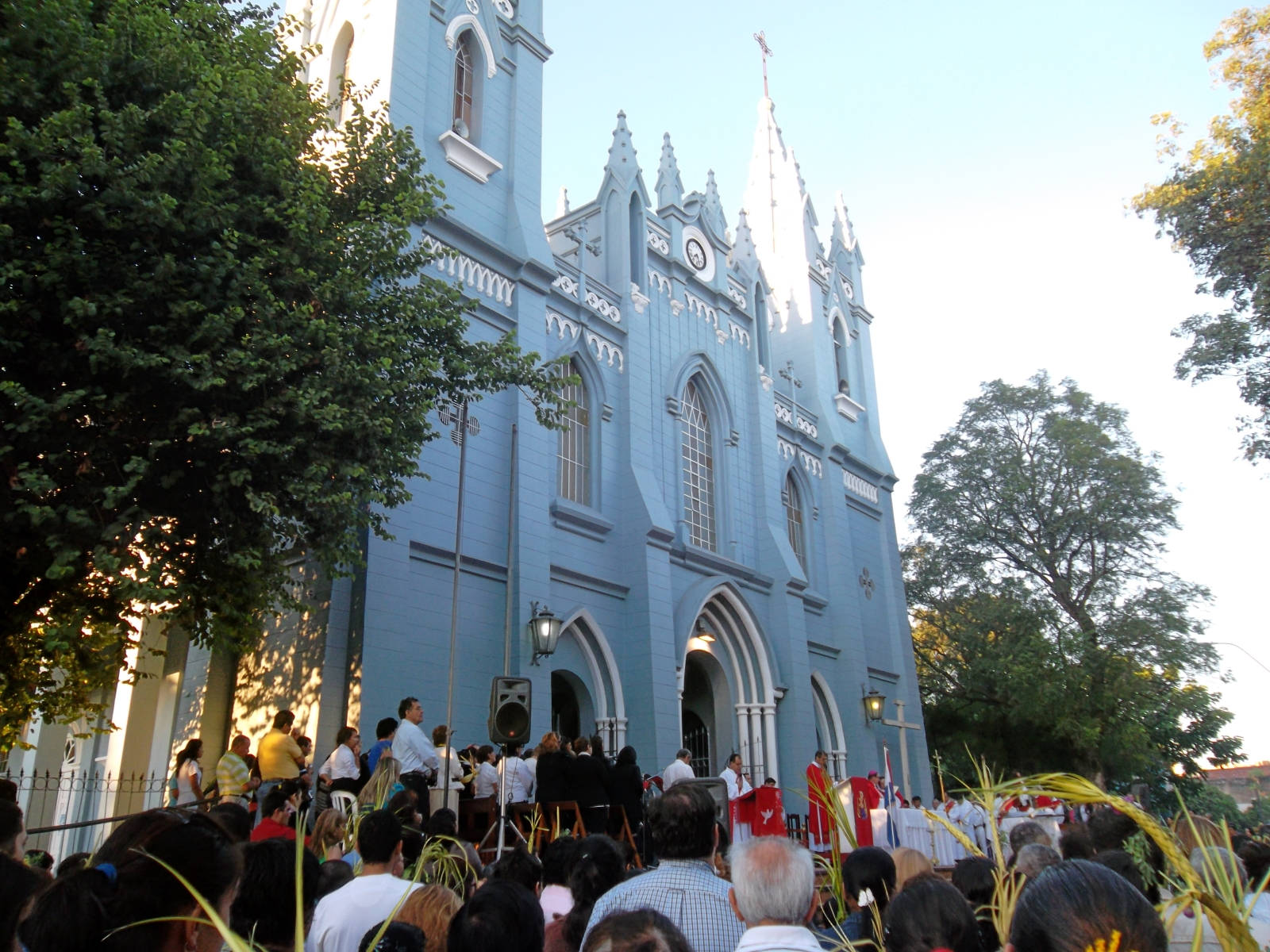
Celebració de diumenge de Rams.

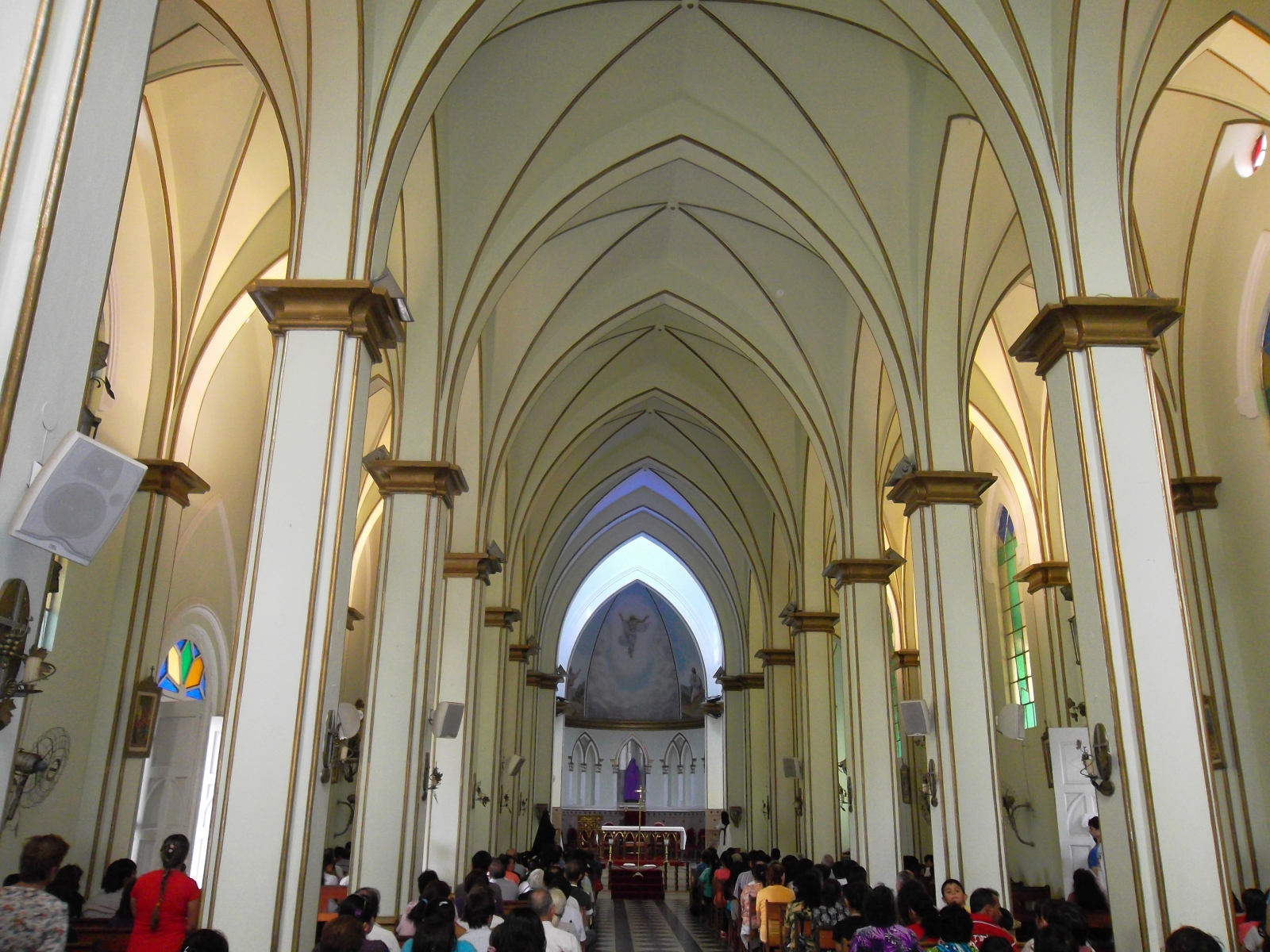
Interior de la catedral.

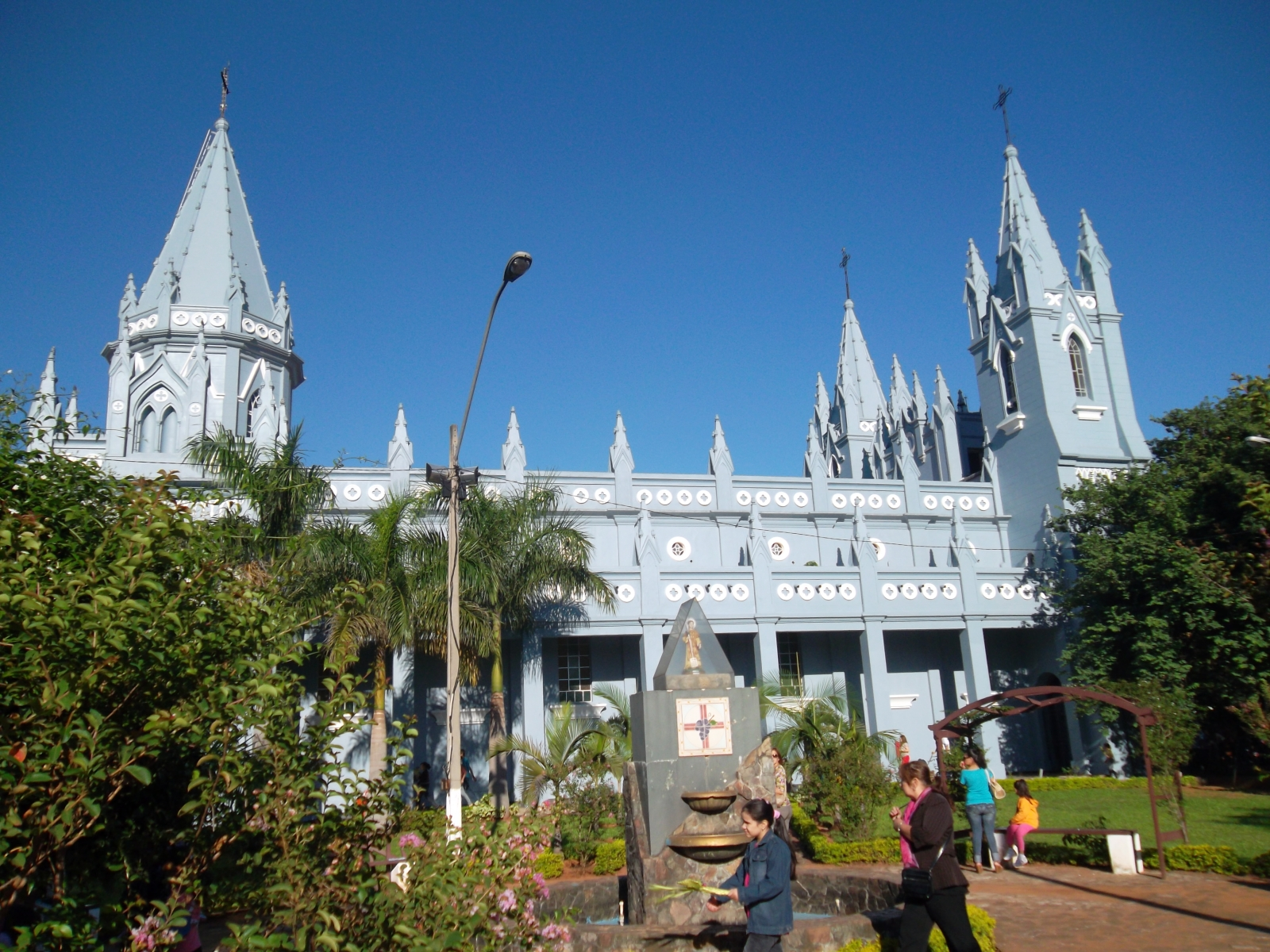
Placeta: font i jardins al lateral dret de la catedral.

### Un temple neogòtic per a San Lorenzo
A la fi de la primera dècada de 1900 la comunitat de la ciutat, va conformar una comissió pro-temple davant l'aparició de deterioraments en l'estructura de la capella construïda en la dècada de 1850. El 30 de juliol de 1915 van ser aprovats els plànols del nou temple per a la ciutat, els quals van ser sol·licitats per la comissió pro-temple al Departament Nacional d'Enginyers.
El 8 d'agost de 1915 va ser col·locada la primera pedra d'aquest nou edifici, amb la presència del president de la República Eduardo Schaerer, a més a més van participar monsenyor Juan Sinforiano Bogarín, el rector de San Lorenzo, el prevere José Maria Giménez, els membres de la comissió pro-temple i els ciutadans en general.
Quan la construcció estava encara en els seus inicis va ser nomenat com a nou rector de San Lorenzo el prevere Saturnino Rojas. Aquest prevere havia realitzat estudis a Europa i durant la seva permanència a Bèlgica s'havia tornat un afeccionat a l'arquitectura gòtica d'aquest país. Aprofitant que les obres del nou temple de San Lorenzo estaven encara en els seus inicis, va proposar i va convèncer la comissió pro-temple canviar els plànols i construir el temple en aquest estil arquitectònic. Ja amb el suport de la comissió va sol·licitar a l'arquitecte Luis Navarro la confecció de nous plans. L'11 de juny de 1919 és la data en què són aprovats els plànols del nou projecte. Els treballs comencen immediatament però es triga quasi 50 anys en concloure les obres. Sense estar completament acabat el temple és beneït l'any 1954, pel monsenyor Aníbal Mena Porta, arquebisbe del Paraguai.
L'any 1961 és nomenat rector el pare Carlos Ragui, durant la seva permanència en el càrrec (1961-1969) va realitzar un gran treball per reunir els fons mitjançant campanyes de recaptació, amb l'objectiu de concloure les obres del nou temple. L'any 1968 finalment s'acaba l'obra, donant a la ciutat de San Lorenzo la seva tan anhelada església d'estil neogòtic.

### El rellotge de la catedral
El rellotge de la catedral data de la dècada de 1850, originàriament va estar instal·lar en la catedral d'Asunción on va ser instal·lada per l'enginyer anglès Henry Godwin, ajudat pel ciutadà alemany Juan Bukmansu.
La campanada inicial va ser escoltada a les 12:00 del 23 d'abril de 1851, va romandre en la catedral de la capital de Paraguai, fins a l'any 1884 quan va ser reemplaçada per un rellotge nou i és traslladat a la ciutat de San Lorenzo.
De llavors ençà el rellotge roman en la catedral de San Lorenzo, marcant les hores i la seva presència en la façana principal del nou temple conclòs el 1968, amb el córrer del temps i davant la falta de manteniment el rellotge deixa de funcionar en la dècada de 1990. A la fi de l'any 2008 es posa en marxa una comissió per reparar i posar a funcionar novament el rellotge de la catedral, objectiu aconseguit el 23 d'agost de 2009.

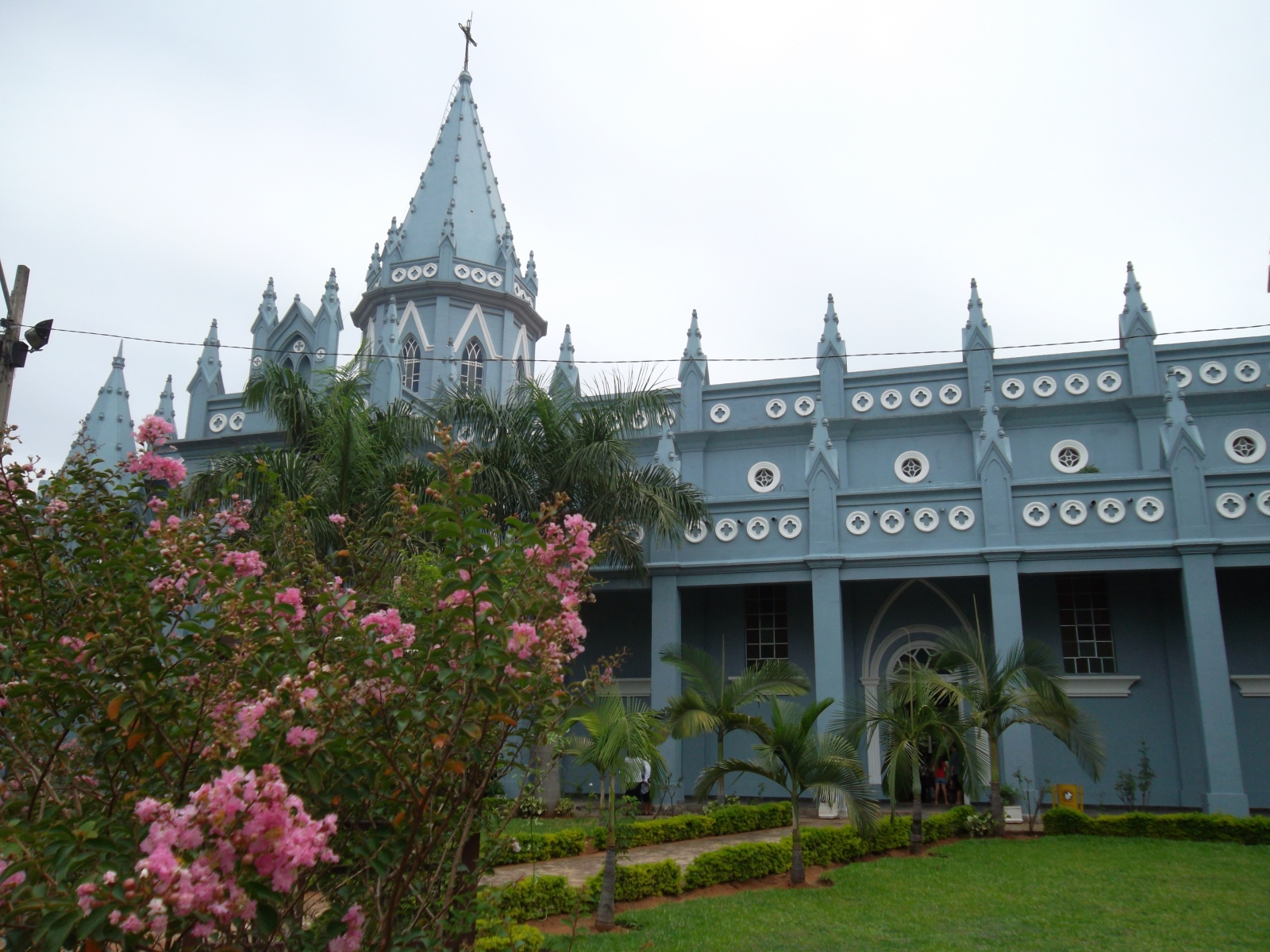
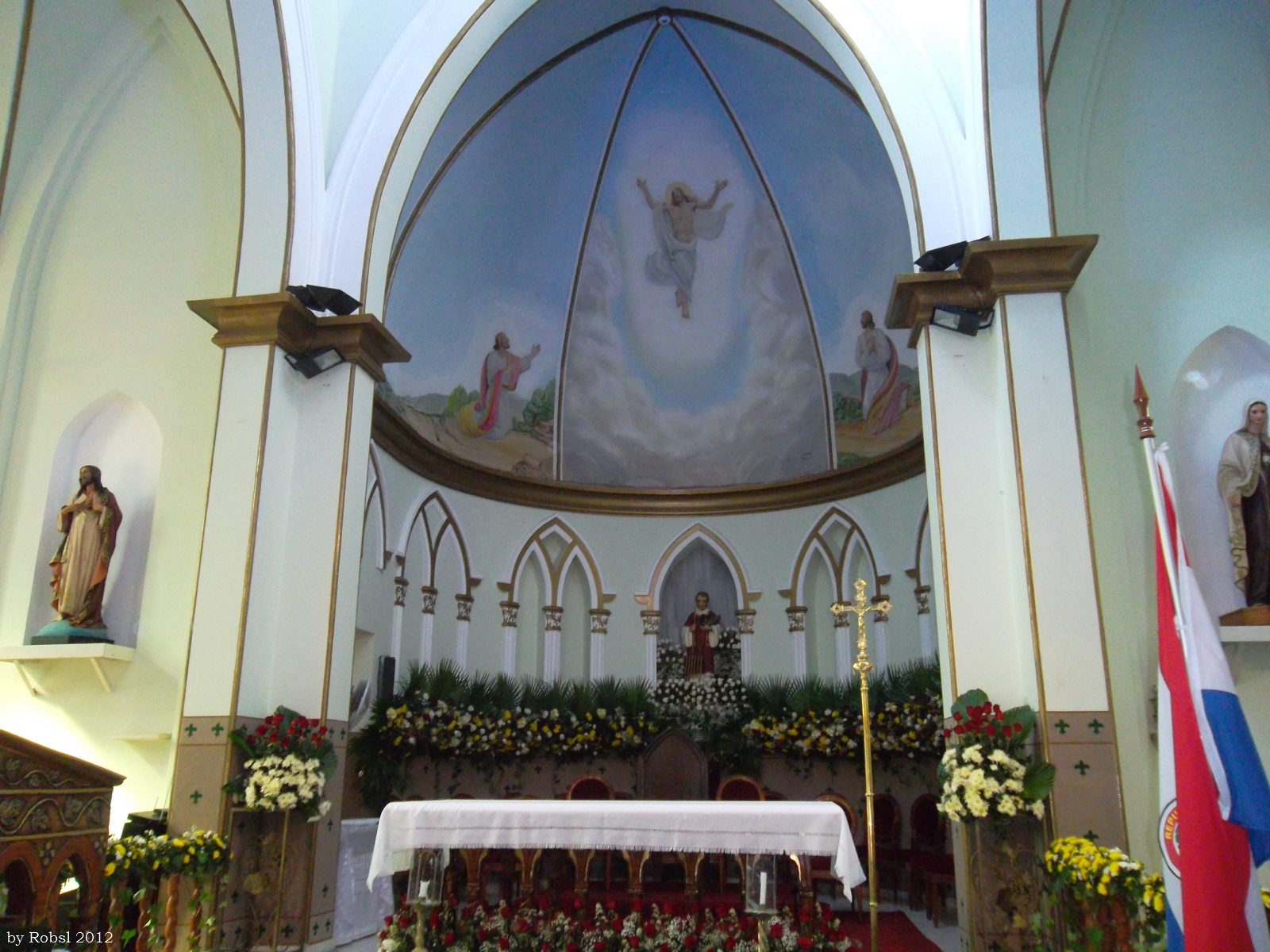
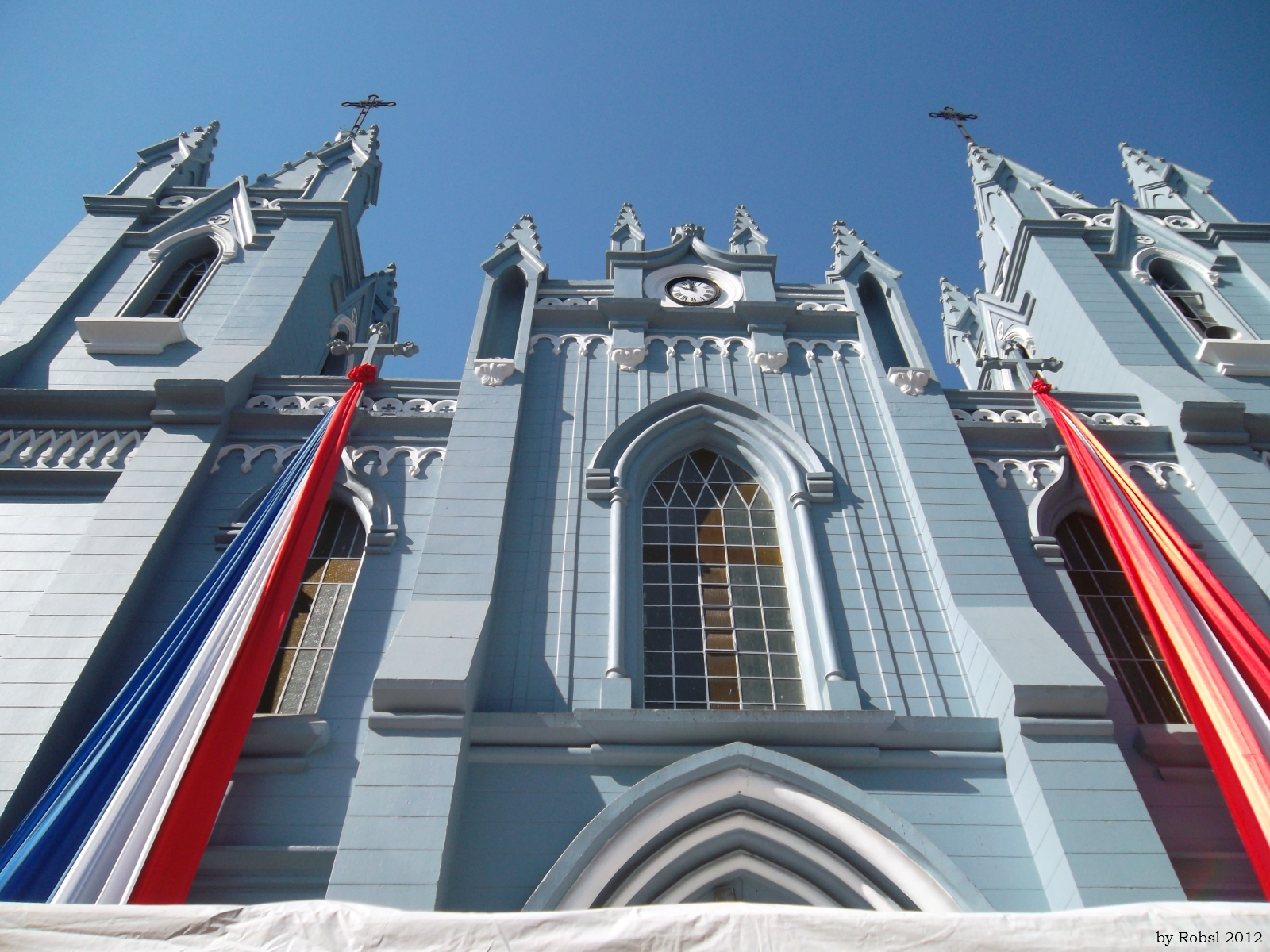
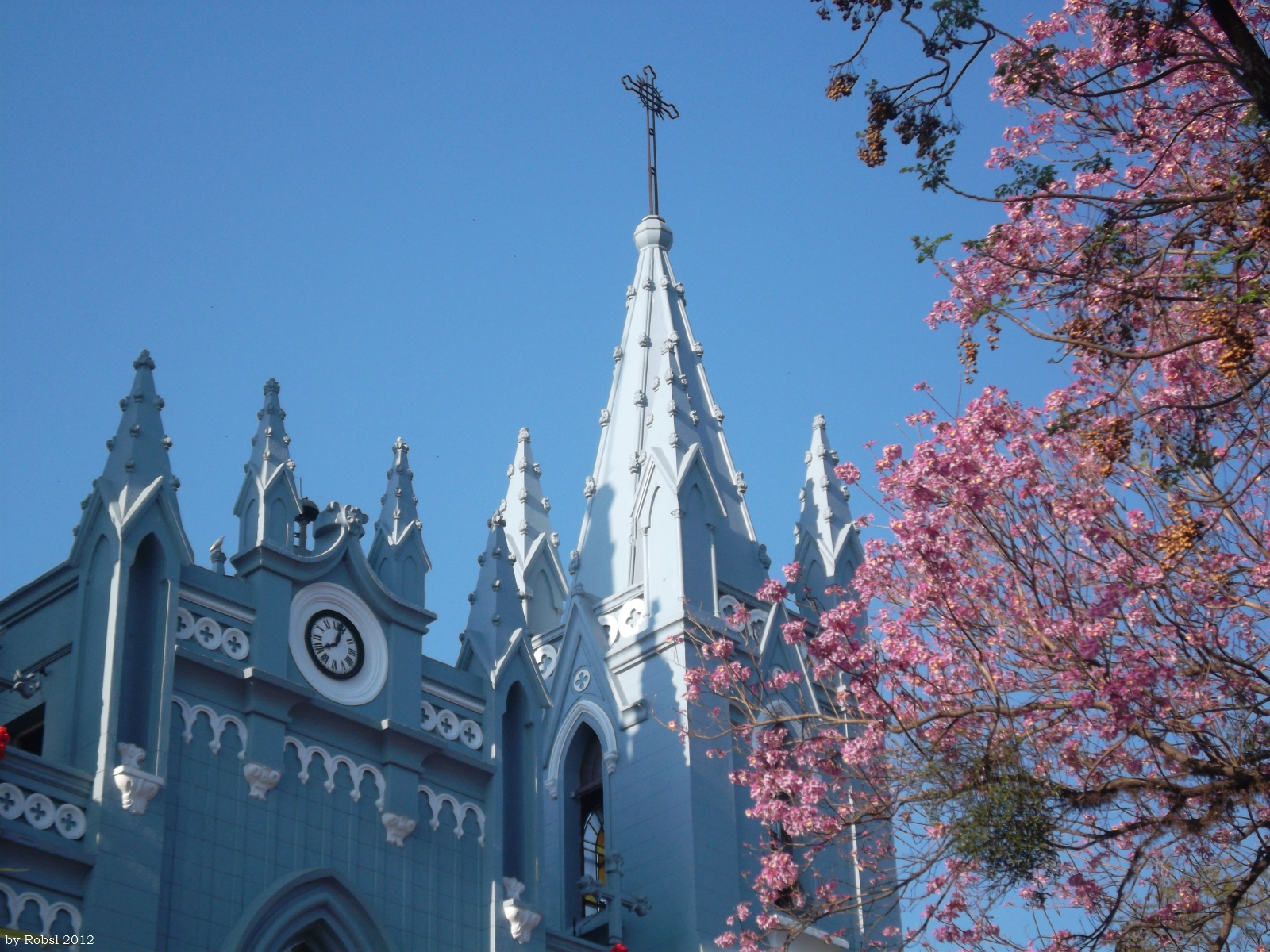